# Porsche Supercup

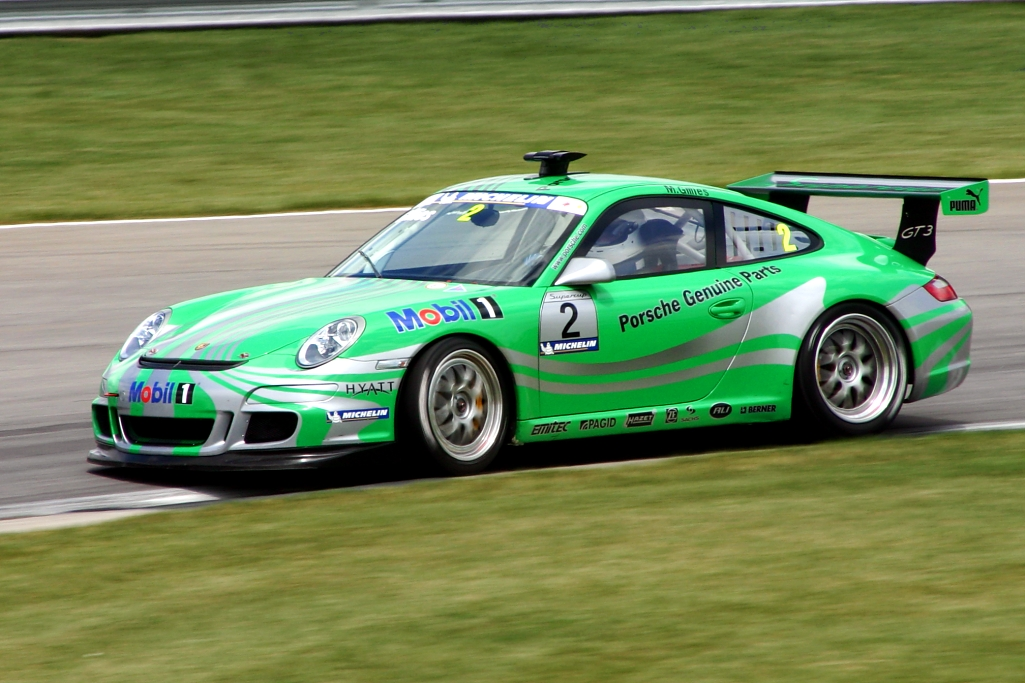
Porsche Supercup à Indianapolis, en 2005.

La Porsche Supercup est la version internationale du championnat de course automobile Porsche Carrera Cup organisé par Porsche. Les épreuves se déroulent en lever de rideau des Grands Prix du championnat du monde de Formule 1. Il s'agit d'un championnat monotype, dans lequel tous les concurrents disposent d'une Porsche 911 GT3 Cup d'environ 400 chevaux de puissance.

## Palmarès
| Saison | Pilote champion (équipe)                      | Équipe championne       |
| ------ | --------------------------------------------- | ----------------------- |
| 1993   | Altfrid Heger (Porsche Zentrum Koblenz)       | Porsche Zentrum Koblenz |
| 1994   | Uwe Alzen (Roock Racing)                      | Espace Plus Compétition |
| 1995   | Jean-Pierre Malcher (JMB Racing)              | JMB Racing              |
| 1996   | Emmanuel Collard (JMB Racing)                 | Oberbayern MS           |
| 1997   | Patrick Huisman (Manthey Racing)              | Manthey Racing          |
| 1998   | Patrick Huisman (Manthey Racing)              | Manthey Racing          |
| 1999   | Patrick Huisman (Manthey Racing)              | Manthey Racing          |
| 2000   | Patrick Huisman (Manthey Racing)              | Manthey Racing          |
| 2001   | Jörg Bergmeister (Farnbacher Racing)          | Farnbacher Racing       |
| 2002   | Stéphane Ortelli (Kadach Tuning)              | Kadach Tuning           |
| 2003   | Frank Stippler (Farnbacher Racing)            | Farnbacher Racing       |
| 2004   | Wolf Henzler (Farnbacher Racing)              | Farnbacher Racing       |
| 2005   | Alessandro Zampedri (Lechner Racing)          | Lechner Racing          |
| 2006   | Richard Westbrook (RT-Morellato PZ Essen)     | RT-Morellato PZ Essen   |
| 2007   | Richard Westbrook (HISAQ Competition)         | Lechner Racing          |
| 2008   | Jeroen Bleekemolen (Jetstream Motorsport)     | Konrad Motorsport       |
| 2009   | Jeroen Bleekemolen (Konrad Motorsport)        | Konrad Motorsport       |
| 2010   | René Rast (Lechner Racing)                    | Lechner Racing          |
| 2011   | René Rast (Lechner Racing)                    | Lechner Racing          |
| 2012   | René Rast (Lechner Racing)                    | Attempto Racing         |
| 2013   | Nicki Thiim (Attempto Racing)                 | Attempto Racing         |
| 2014   | Earl Bamber (Fach Auto Tech)                  | Lechner Racing          |
| 2015   | Philipp Eng (Market Leader by Project 1)      | Lechner Racing          |
| 2016   | Sven Müller (Lechner MSG Racing Team)         | Lechner MSG Racing Team |
| 2017   | Michael Ammermüller (Lechner MSG Racing Team) | Lechner MSG Racing Team |
| 2018   | Michael Ammermüller (BWT Lechner Racing)      | BWT Lechner Racing      |
| 2019   | Michael Ammermüller (BWT Lechner Racing)      | BWT Lechner Racing      |
| 2020   | Larry ten Voorde (Team GP Elite)              | BWT Lechner Racing      |
| 2021   | Larry ten Voorde (Team GP Elite)              | Team GP Elite           |
| 2022   | Dylan Pereira (BWT Lechner Racing)            | BWT Lechner Racing      |
| 2023   | Bastian Buus (BWT Lechner Racing)             | BWT Lechner Racing      |
| 2024   | Larry ten Voorde (Schumacher CLRT)            | Schumacher CLRT         |